# Listă de pictori români
Această pagină este o listă de pictori români notabili.

## A
- Abodi Nagy Béla (1918 Eliseni - 2012 Budapesta), pictor român de etnie maghiară.
- Petre Abrudan (1907 Zucor - 1979), pictor de portrete, compoziții istorice, naturi statice, pictură monumentală, mozaic și peisaje într-o manieră realistă tradițională
- Nutzi Acontz (1894 Focșani - 1957 București - pictor de peisaje dobrogene de mare rafinament, acoperind un larg registru cromatic
- Petre Achițenie (1929 - 2006)
- Costache Agafiței
- Petre Alexandrescu (1828 Craiova - 1899 Brăila, elev al lui Constantin Lecca, a pictat fresce
- Virgil Almășan (n. 1926) reprezentant al realismului socialist.
- Călin Alupi (1906, Vancicăuți - 1988, Iași) desenator și pictor, reprezentant postimpresionismului românesc.
- Max Wexler Arnold (n. 1897, Iași - 1946, București), pictor, elevul lui Gheorghe Popovici și Octav Bancilă.[1] picturile sale abordează o varietate de teme, ca peisaje orientale, dobrogene, de pe Sena, din Hyde Park, din Florența, nuduri, portrete, naturi statice, interioare, stradale etc.
- Theodor Aman (1831, Câmpulung-Muscel - 1891, București) pictor și grafician, pedagog, academician român, întemeietor al primelor școli românești de arte frumoase de la Iași și București.
- Dacian Andoni (n.1962 Arad), pictor
- Ion Andreescu (1850, București - 1882, București) pictor, pedagog și academician român. Picturi: Pădure de fagi; Păduri iarna; Stejarul
- Gheorghe I. Anghel (n. 1938, Cluj) pictor și poet român, profesor universitar la Universitatea Națională de Arte București
- Ion Valentin Anestin (1900 - 1963) artist grafic, grafician, pictor, sculptor, jurnalist și dramaturg.
- Octavian Angheluță (1904 - 1979)
- Nina Arbore (1889 - 1942)

## B

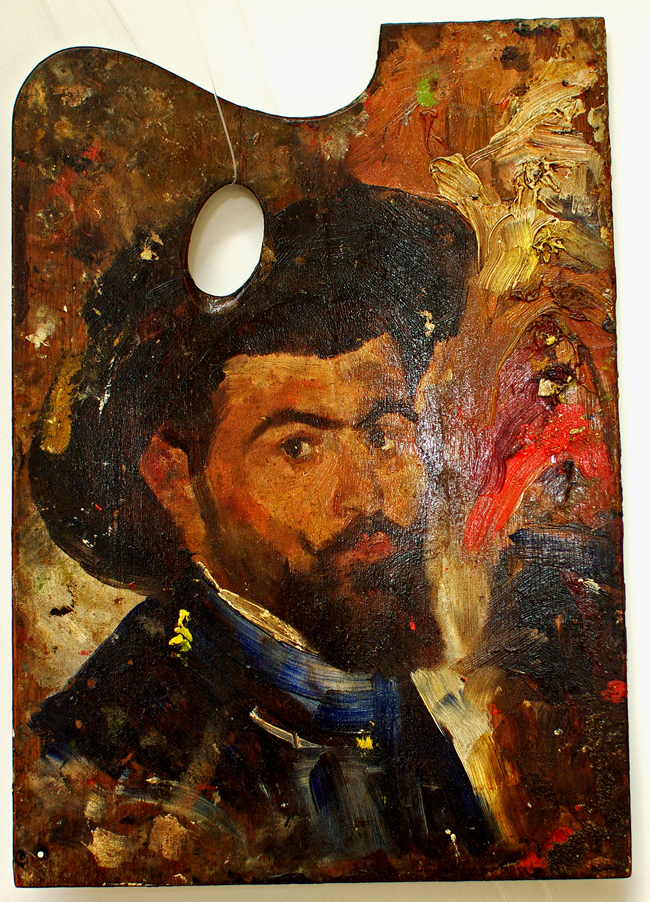
Apcar Baltazar - autoportret pe paletă

- Corneliu Baba (1906-1997) pictor, cunoscut mai ales pentru portretele sale, dar și pentru alte tipuri de tablouri și ilustrații de cărți. Profesor de Pictură la Institutul de Arte Frumoase Nicolae Grigorescu din București și Maestru Emerit al Artelor, Artistul poporului și membru corespondent al Academiei Române.
- Liviu Cornel Babeș (1942-1989), pictor amator din Brașov, s-a autoincendiat, protestând astfel împotriva regimului comunist.
- Aurel Băeșu (1896-1928), Picturi:Autoportret,Casa din Humulești,  Portret de fată
- Auguste Baillayre
- Constantin Baciu (n.1930, d.2005), pictor și grafician, prezent la multe expoziții în țară și în străinătate.
- Francisc Baranyai (n.1923, Arad, d.2003), pictor contemporan arădean.
- Francisc Bartok (n.1937, d.1987), pictor, reprezentant al expresionismului abstract, elev al lui Corneliu Baba, stabilit în Franța.
- Abgar Baltazar (n.1880, d.1909), pictor și critic de artă de origine armeană
- Ludovic Bassarab  (1868-1933), pictor român
- Sabin Bălașa (n.1932, d.2008), pictor, autor, regizor de filme de pictură animată și scriitor.
- Adam Bălțatu (n. 1889, Huși – d. 1979)
- Octav Băncilă (n.1872, d.1944), pictor realist
- Ignat Bednarik (n.1882, d.1963), pictor, grafician, recunoscut mai ales pentru acuarelele sale. A fost membru fondator al Sindicatului Artelor Frumoase din România, adept al curentului Art Nouveau.
- Beatrice Bednarik (n. 1922), pictor, grafician, cercetător de istorie a artei al Muzeului Național de Artă.
- Dimitrie Berea
- Horia Bernea (1938-2000), pictor
- Marcel Bejgu, (n. 1951), pictor
- Ion Bițan (n.1924, d.1997), pictor, reprezentant al realismului socialist.
- Adriana Boerescu (n. 21 decembrie 1961, București) pictoriță contemporană.
- Catul Bogdan (1897 Colmar-1966) pictor, pedagog, având sistemul de învățământ pe precepte deduse din pictura lui Paul Cézanne[2]. Picturi: Autoportret
- Alexandru Bogdan-Pitești (1871-1922), poet, eseist, critic de artă și colecționar de artă.
- Traian Brădean (1927–2013), pictor și desenator român, profesor universitar la Universitatea Națională de Arte București
- Nicolae Brana (1905-1986), pictor, gravor, pictor religios, sculptor și ilustrator de carte
- Geta Brătescu (1926-2018), opera ei artistică include lucrări de grafică, desen, colaj, fotografie și ilustrație de carte
- Victor Brauner (1903 Piatra Neamț-1966 Paris) pictor și poet suprarealist
- Irma Brósz (1911-1976), pictoriță clujeană originară din Covasna
- Marius Bunescu (n. 1881-d. 1971) pictor, organizator al Muzeului Național de Artă, directorul Muzeului Anastase Simu.

## C
- Silvia Cambir (n. 1924 – d. 2007) pictoriță
- Henri Catargi (n. 1894 – d. 1976) pictor, Artist al Poporului
- Ilie Cămărășan (n. 1940 – d. 1998) pictor
- Ștefan Câlția (n. 1942, Brașov) pictor
- Spiru Chintilă (n. 1921 — d. 1985) pictor, reprezentant al cubismului și realismului socialist.[3]
- Marcel Chirnoagă (n. 1930 – d. 2008) artist plastic, pictor, gravor, grafician, cu peste 3.000 de lucrări
- Gheorghe Chirovici (n. 1883 – d. 1968) pictor, desenator, acuarelist și frescar, recunoscut mai ales pentru lucrările sale cu temă religioasă.
- Adriana Chirița (n.1923, Arad) pictoriță și graficiană
- Mircea Ciobanu (n. 1950 – d. 1991) pictor român
- Florin Ciubotaru ( n. 1939, Focșani) artist plastic și profesor universitar român.
- Alexandru Ciucurencu (n. 1903 – d. 1977) pictor, membru corespondent al Academiei Române, picturi cu subiecte istorice sau sociale și portrete.
- Aurel Ciupe(n. 1900 – d. 1988) pictor și desenator, profesor la Institutul de Arte Plastice din Cluj și director al Muzeului Banatului.
- Florin Ciulache (n. 1977) artist vizual
- Onisim Colta (n.1952, Baia Sprie) pictor, grafician, scenograf, conferențiar universitar
- Dorin Coltofeanu
- Nicolae Comănescu
- Lena Constante
- Augustin Costinescu
- Brăduț Covaliu
- Cecilia Cuțescu-Storck
- Alexandru Cumpătă
- Horea Cucerzan

## D
- Nicolae Dărăscu
- Radu Darânga
- Mihai Dăscălescu

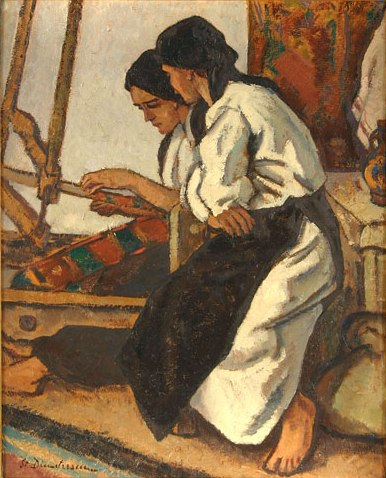
Ștefan Dimitrescu - Femei țesând la război

- Margarete Depner (1885 - 1970), sculptoriță română, pictoriță și ilustratoare
- Ștefan Dimitrescu
- Vasile Dobrian
- Felicia Donceanu (1931 - 2022), pictoriță, sculptoriță și compozitoare română
- Alexandru Donici
- Eugen Drăguțescu
- Natalia Dumitresco (1915 - 1997), pictoriță abstractă româno-franceză
- Mircea Dumitrescu
- Sorin Dumitrescu
- Zamfir Dumitrescu
- Ion Dumitriu

## E
- Hans Eder
- Micaela Eleutheriade
- Nicu Enea

## F
- George Filipescu

## G

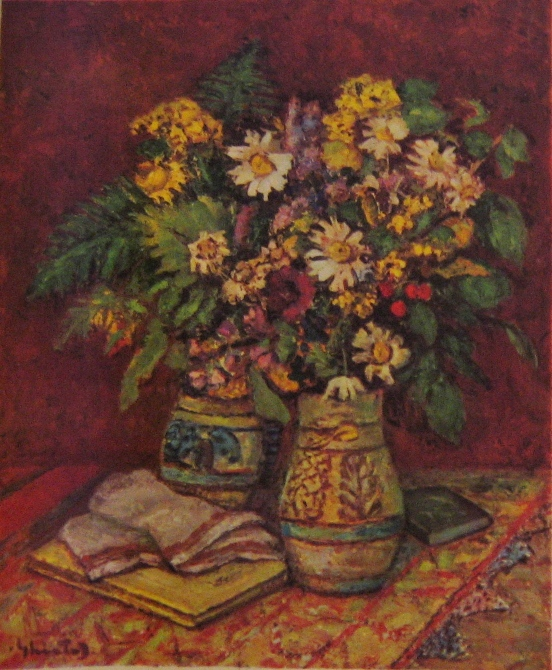
Dumitru Ghiață - Flori de munte

- Dimitrie Gavrilean
- Constantin Găvenea
- Ștefan Găvenea
- M. H. Georgescu
- Ion Alin Gheorghiu
- Marin Gherasim
- Paul Gherasim
- Dumitru Ghiață
- Mircea Mihail Ghiorghiu
- Luminița Gliga
- Elena Greculesi
- Lucian Grigorescu
- Nicolae Grigorescu
- Octav Grigorescu
- Vasile Grigore
- Ștefania Grimalschi
- Viorel Grimalschi
- Mariana Grumăzescu Voicu

## H

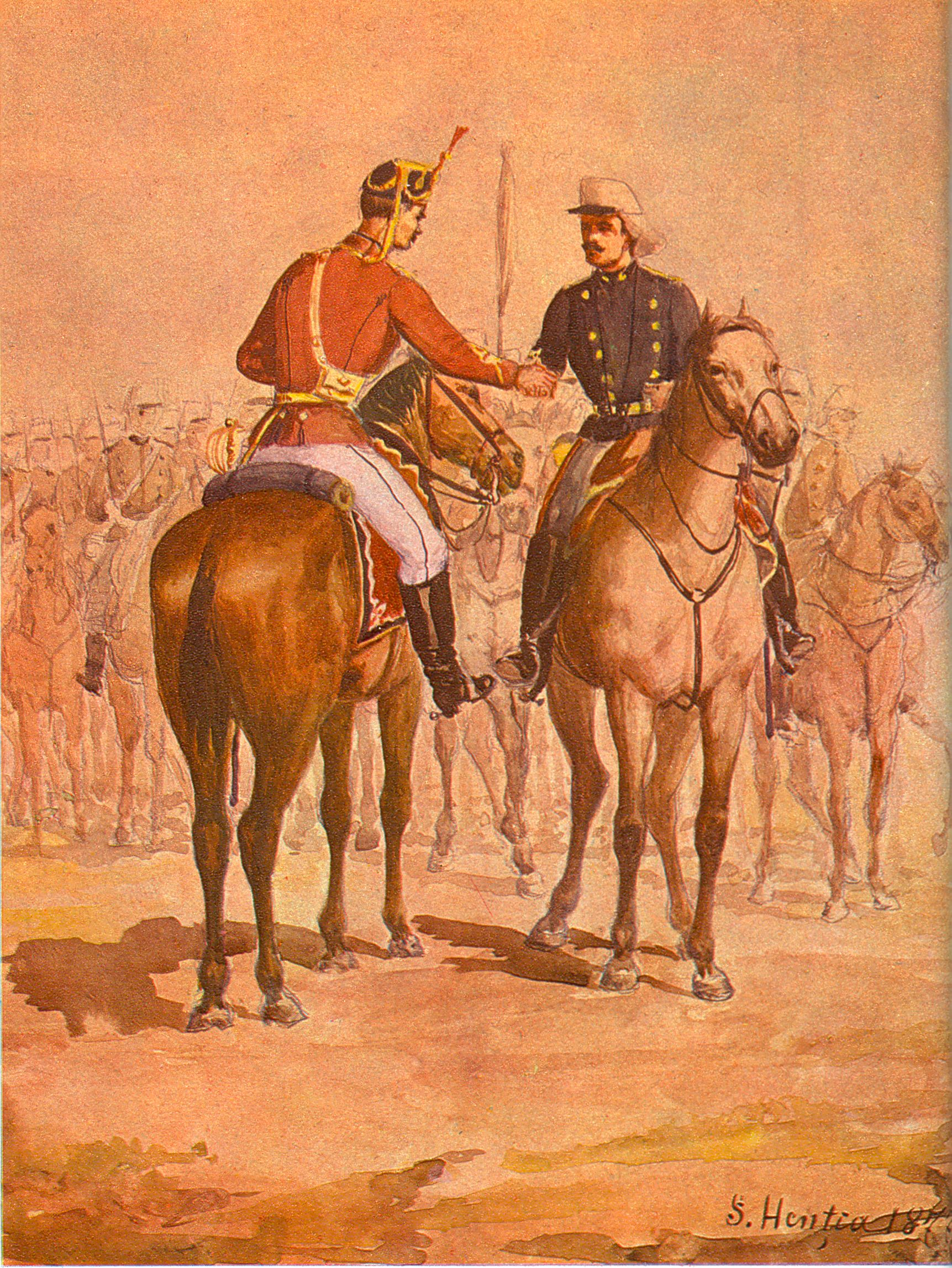
Sava Henția-Întalnirea

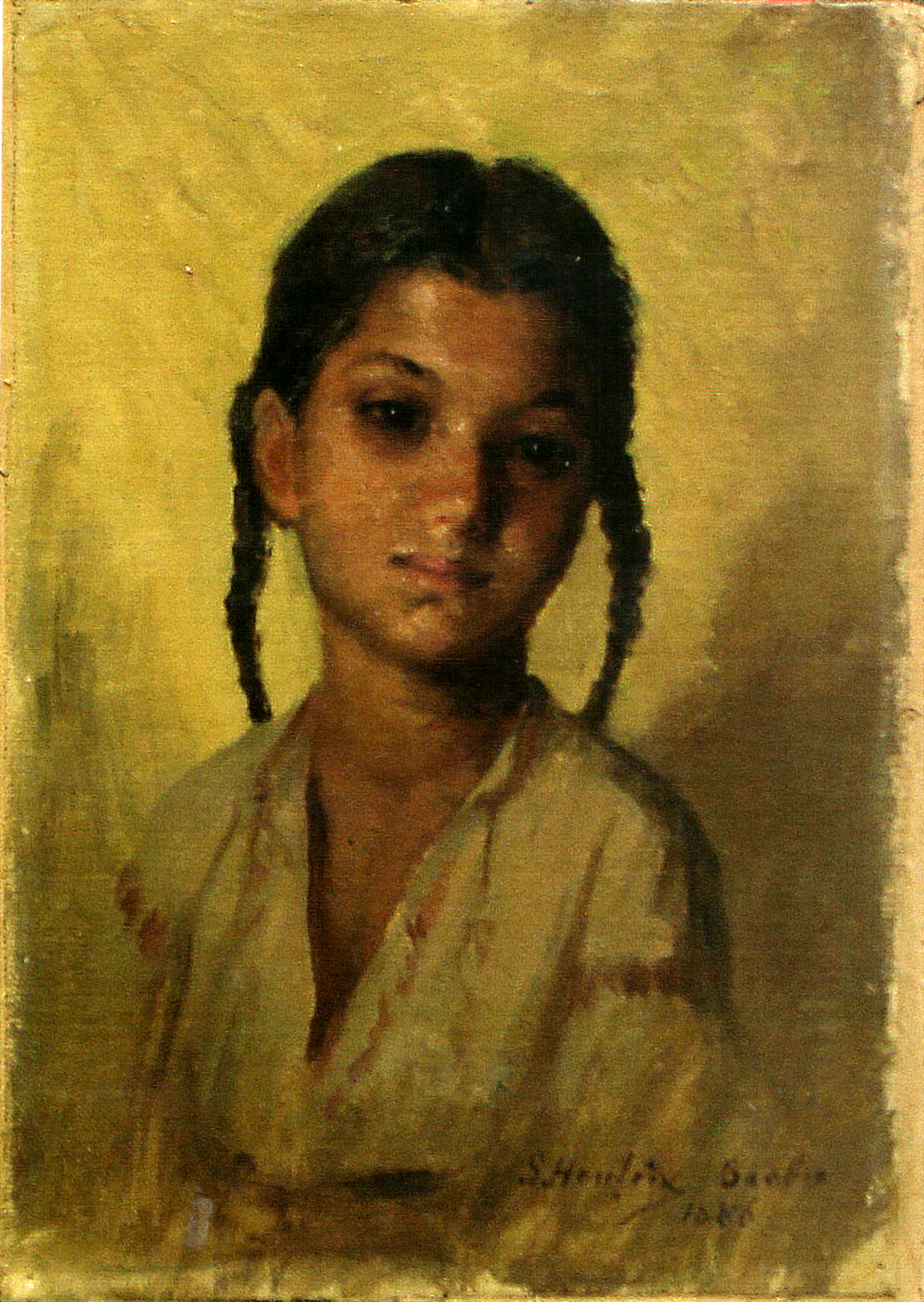
Sava Henția-Țărăncuța

- Dan Hatmanu
- Sava Henția
- Teodor Harșia

## I
- Marcel Iancu
- Ion Iancuț
- Sorin Ienulescu
- Sorin Ilfoveanu
- Ana Ruxandra Ilfoveanu
- Gheorghe Ionescu
- Petre Iorgulescu-Yor
- Barbu Iscovescu
- Iosif Iser
- Gheorghe Ivancenko

## J
- Aurel Jiquidi

## K
- Ioan Emil Kett-Groza (n. 1941, Arad)
- Cornelia Kocsis Josan (n. 1948, Arad)
- Iosif Keber
- Hildegard Klepper Paar

## L

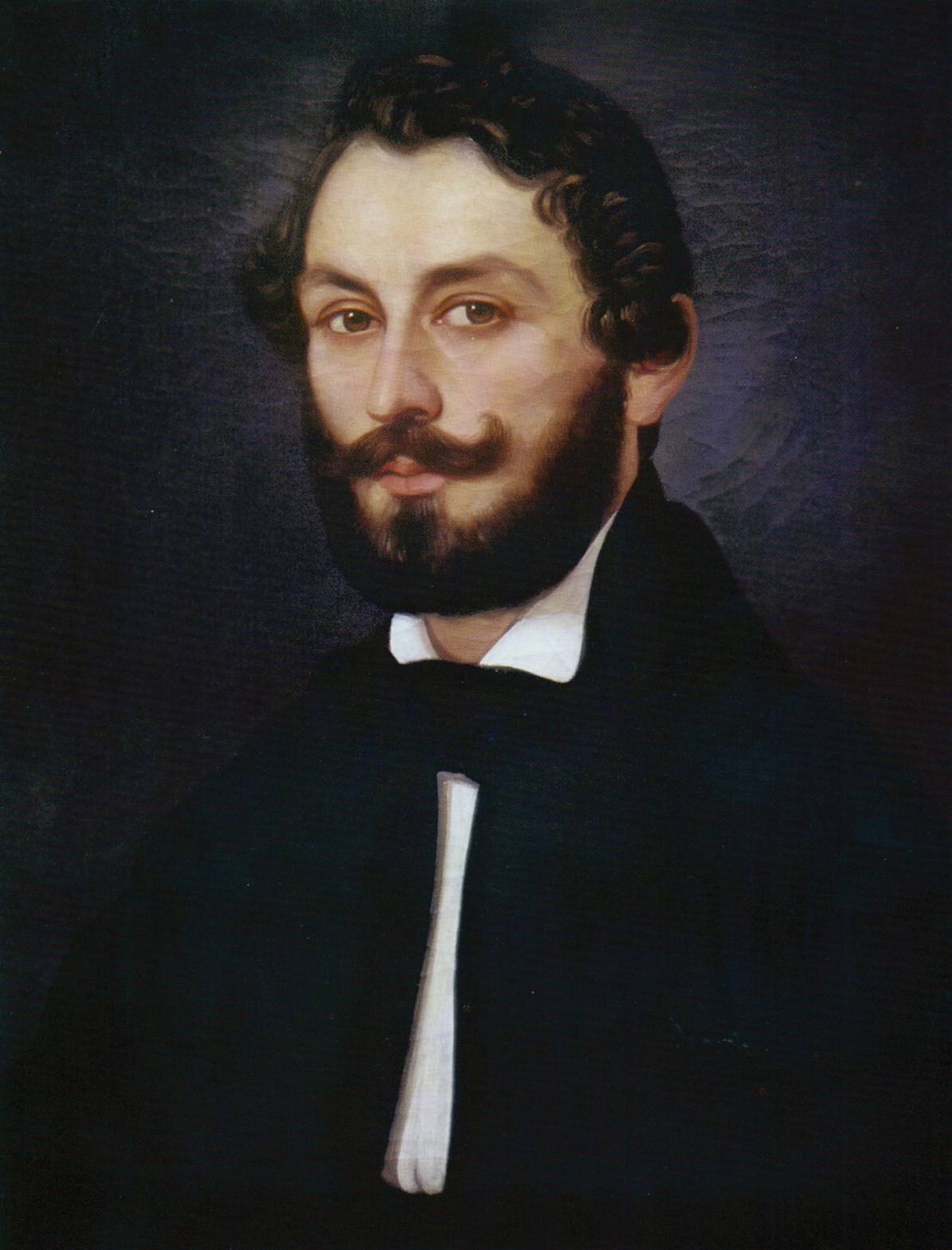
Constantin Lecca

- Constantin Lecca
- Kimon Loghi
- Constantin Lucaci
- Petru Lucaci
- Ștefan Luchian

## M

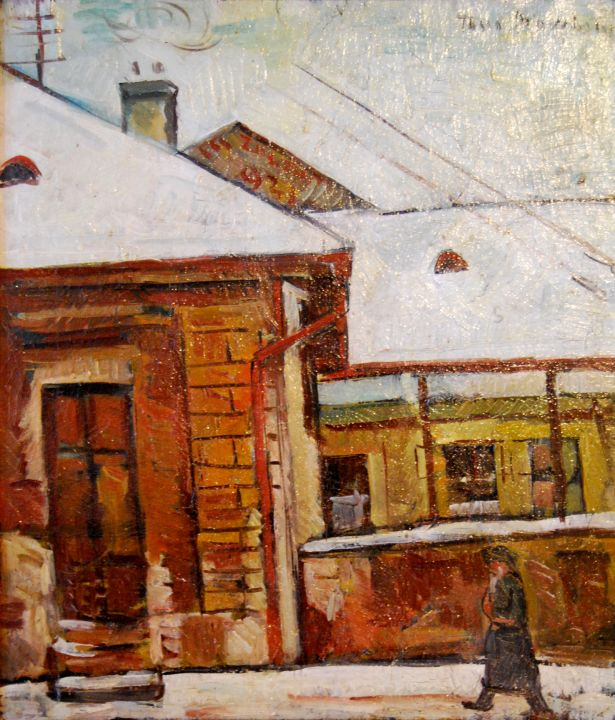
Tasso Marchini - Peisaj la Sighet

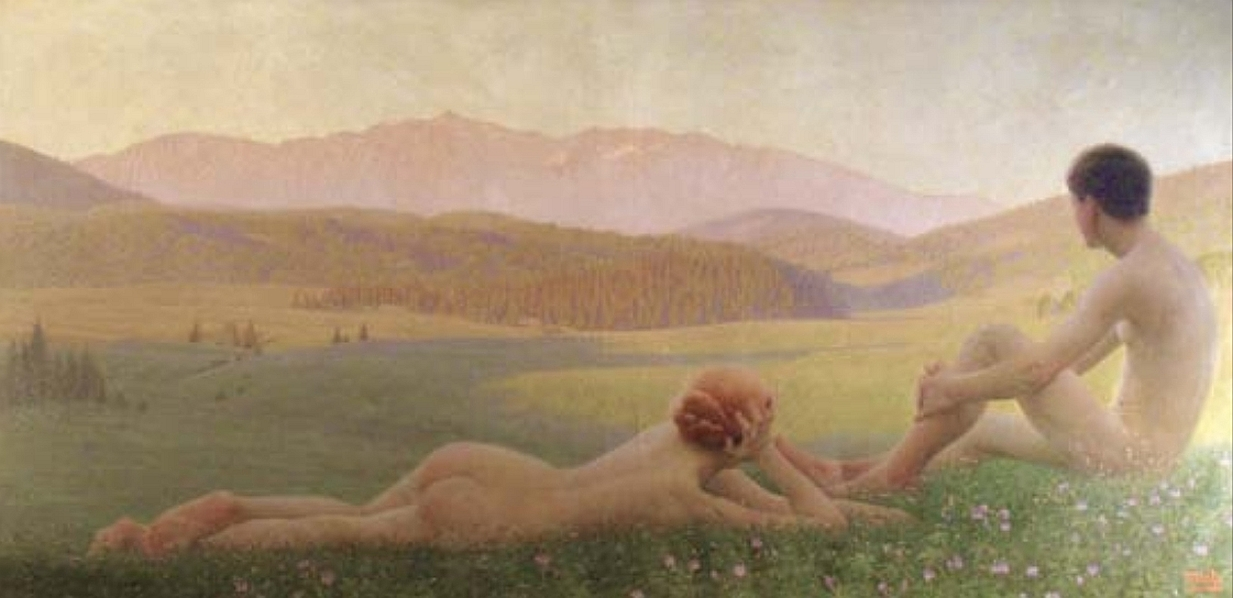
Friedrich Miess - Toamna

- Ligia Macovei
- Sultana Maitec
- Rodica Maniu
- Tasso Marchini
- Alexandru Marin
- Hans Mattis-Teutsch
- Henry Mavrodin
- Max Hermann Maxy
- Nicolae Maniu
- Viorel Mărginean
- Hans Mattis-Teutsch
- Paul Ciuciumiș (Mecet)
- Arthur Mendel
- Corneliu Michăilescu
- Fred Micoș
- Friedrich Mieß
- George-Paul Mihail
- Vintilă Mihăescu
- Viorela Mihăescu
- Paul Miracovici
- Florin Mitroi
- Valeriu Mladin
- Eduard Morres
- Ion Marinescu-Vâlsan
- Ion Murariu
- Vasile Mureșan
- Ary Murnu
- Pârvu Mutu
- Samuel Mutzner

## N

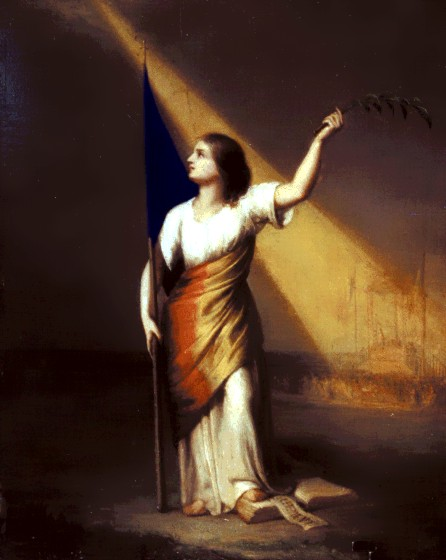
Constantin Daniel Rosenthal - România rupându-și cătușele pe Câmpia Libertății

- Gheorghe Naum
- Georgeta Năpăruș
- Alexandra Nechita
- Jean Negulesco
- Ion Negulici
- Ion Nicodim
- Florin Niculiu
- Ervant Nicogosian
- Romul Nuțiu

## O
- Mihai Olos

## P

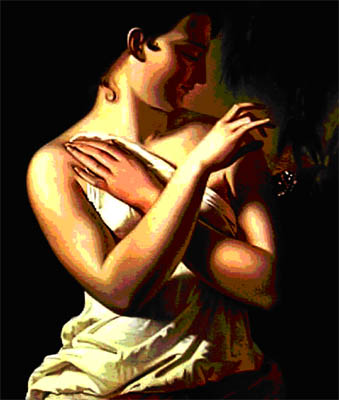
Gheorghe Panaiteanu-Bardasare - Fata cu fluturele

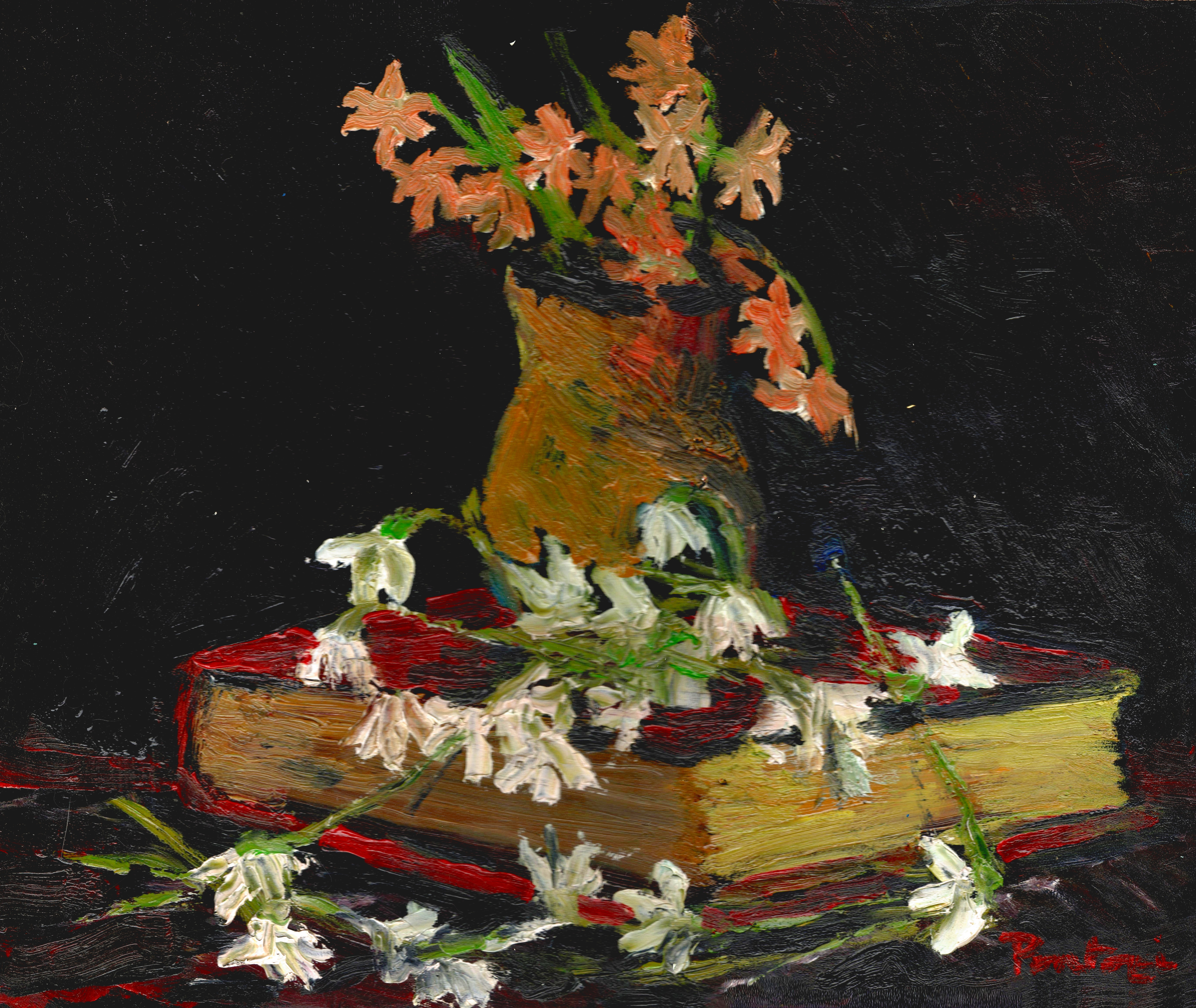
Valeriu Pantazi - Natură statică cu zambile, ghiocei, vas din pământ și o carte (Biblia), realizată în tehnică mixtă: acrilic cu ulei. 2013

- Neculai Păduraru
- Ion Pacea
- Alexandru Moser Padina
- Theodor Pallady
- Gheorghe Panaiteanu-Bardasare
- Valeriu Pantazi
- Gheorghe Pantelie
- Vasile Parizescu
- Horea Paștina
- George Pascu
- Vasile Pascu
- Alexandru Pascu-Gheorghe
- Eugen Patachi
- Paul Păun
- Mihail George Paul
- Jules Perahim
- Gheorghe Petrașcu
- Dorel Petrehuș
- Costin Petrescu
- Gheorghe Petrașcu
- Marian Petry
- Laura Poantă
- Bogdan Pietriș
- Constantin Piliuță
- Julius Podlipny
- Gabriel Popa
- Virgil Popa
- Valentin Popa
- Gabriel Popescu
- Ștefan Popescu
- Vasile Popescu
- Stelian Popescu Ghimpați
- Ion Popescu Negreni
- Aurel Popp
- Mișu Popp
- Elena Popea
- Vasile Pintea
- Tia Peltz
- Virgil Preda

## R

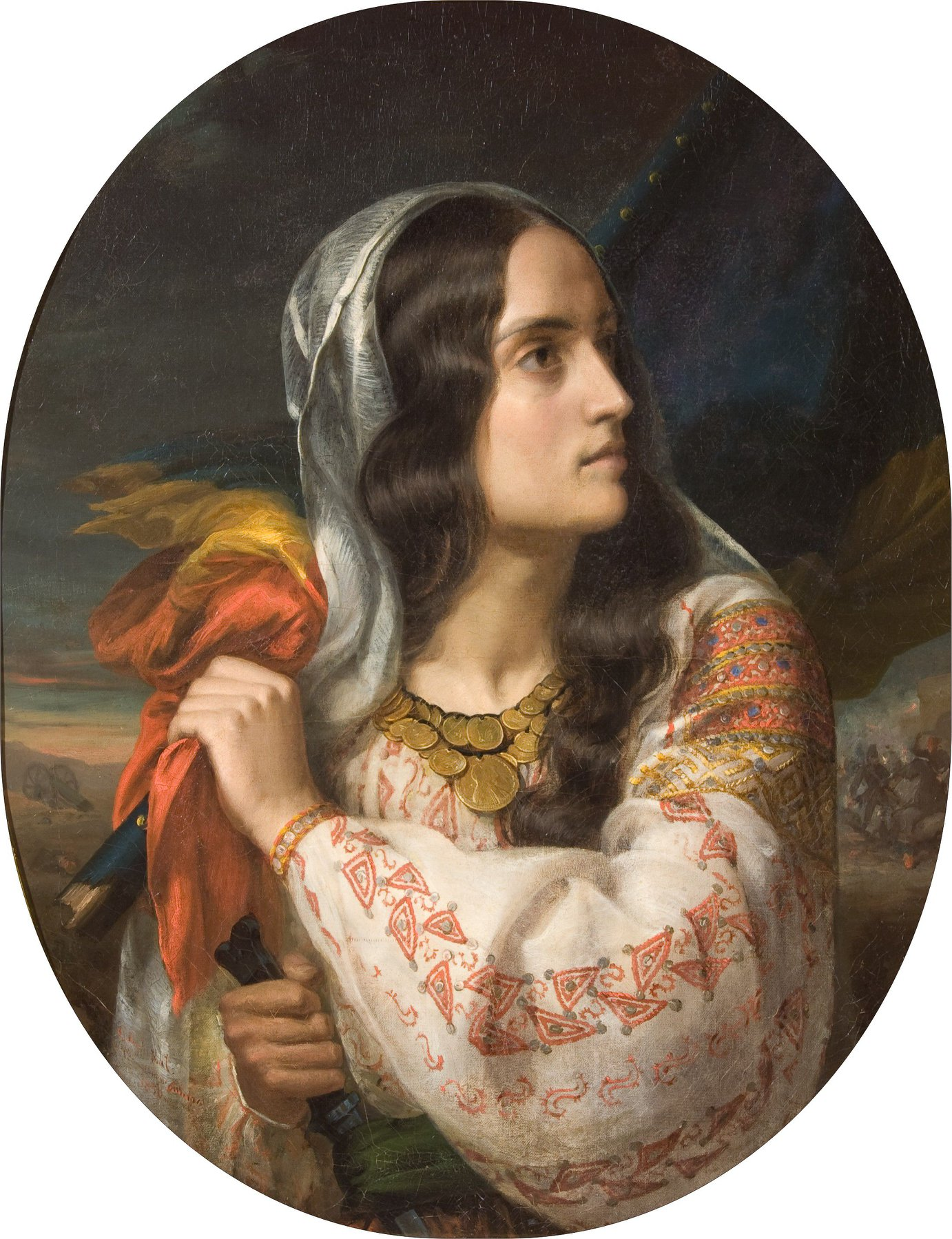
Constantin Daniel Rosenthal - România revoluționară

- Silvia Radu
- Ciprian Radovan
- Ștefan Râmniceanu
- Carmen Rasovszky
- Gheorghe Rasovszky
- Magdalena Rădulescu
- Constantin Daniel Rosenthal
- Alma Redlinger
- Camil Ressu
- Maria Rusescu
- Dumitru Rusu

## S

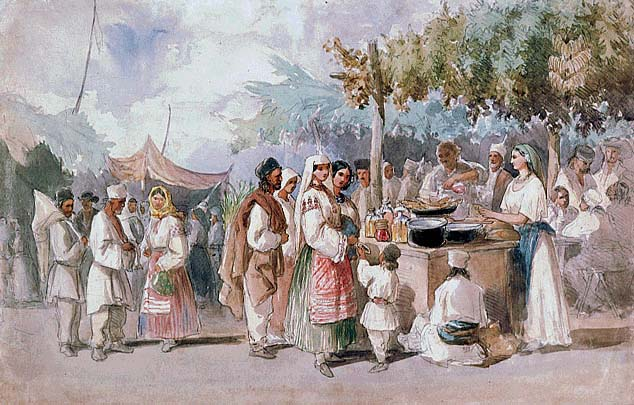
Carol Popp de Szathmári - Târgul Drăgaica

- Wanda Sachelarie-Vladimirescu
- Carol Popp de Szathmary
- Ion Sălișteanu
- Mihai Sârbulescu
- Rudolf Schweitzer–Cumpăna
- Niculiță Secrieriu
- Margareta Sterian
- Ion Stendl
- Jean Alexandru Steriadi
- Eustațiu Stoenescu
- Ștefan Szonyi
- Ion Theodorescu Sion
- Mihail Simonidi
- Ioan Sima
- Octavian Smigelschi
- Hedda Sterne
- Romeo Storck
- Béla Gy. Szabó

## Ș
- Gheorghe Șaru
- Ion Șinca
- Francisc Șirato
- George Ștefănescu

## T

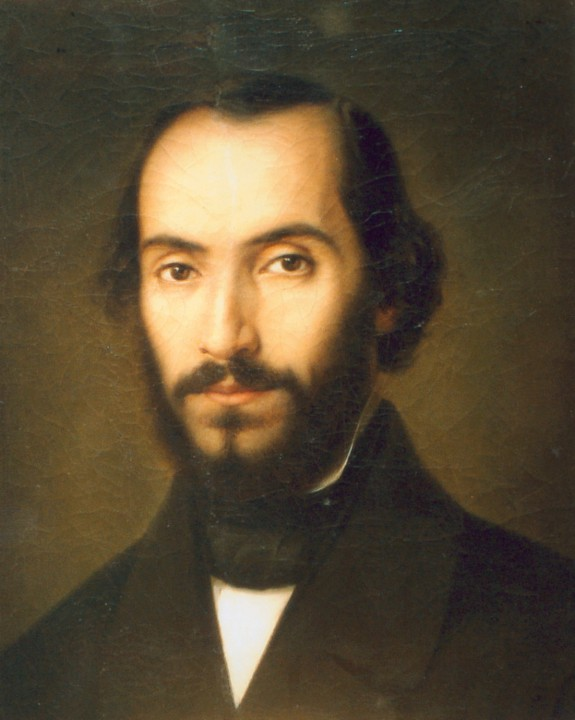
Gheorghe Tattarescu - Nicolae Bălcescu

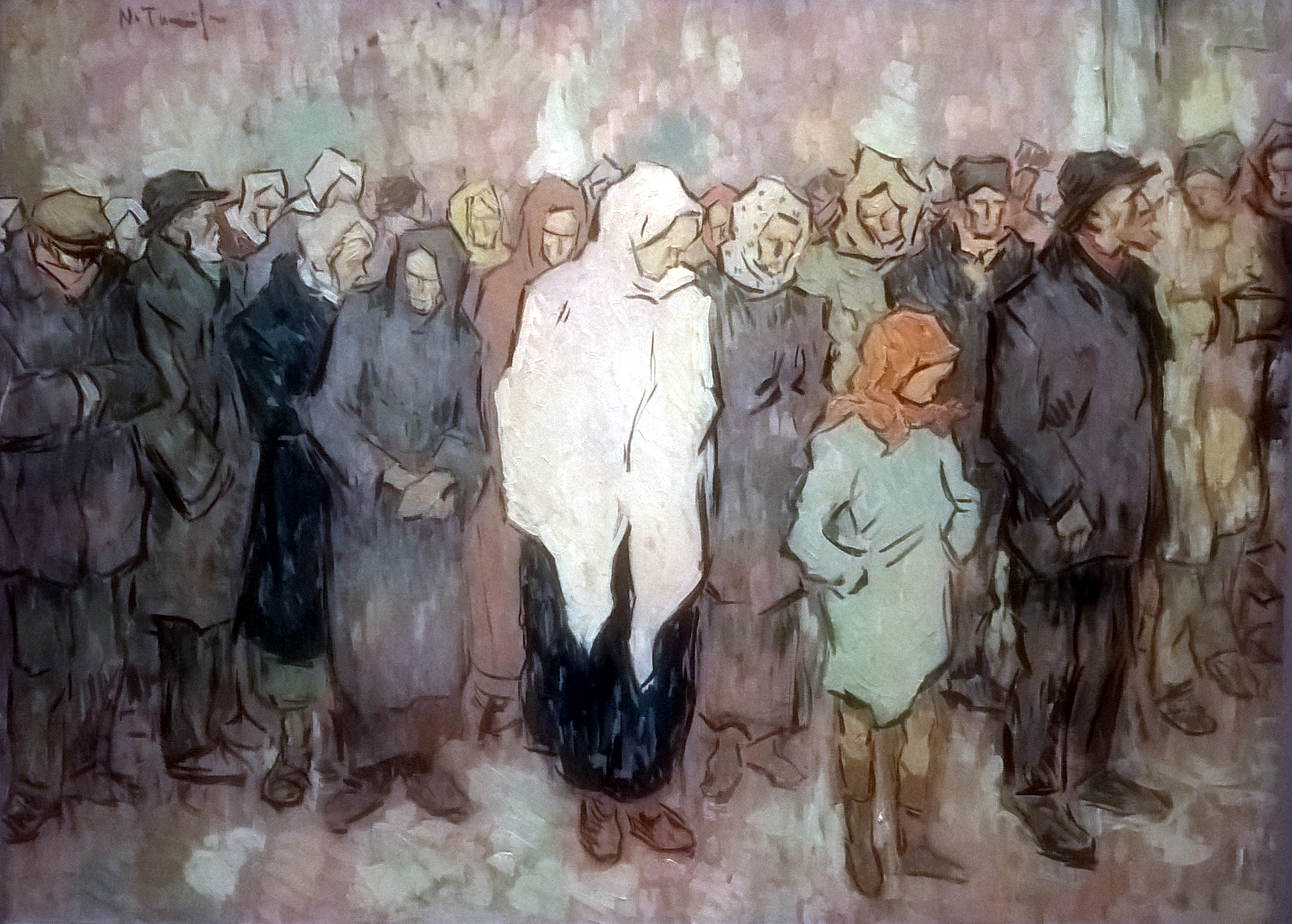
Nicolae Tonitza - Coadă la pâine (1920)

- Gheorghe Tattarescu
- Ion Theodorescu-Sion
- Angela Tomaselli
- Nicolae Tonitza
- Traian Trestioreanu

## Ț
- Ion Țuculescu
- Alexandru Țipoia

## V

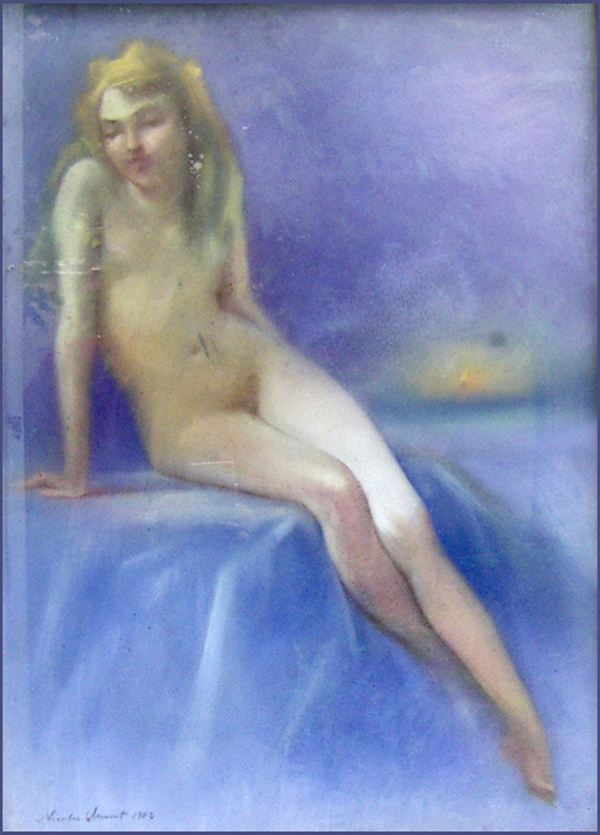
Nicolae Vermont - Nud șezând

- Vasile Varga
- Corneliu Vasilescu
- Nicolae Vermont
- Arthur Verona
- Lascăr Vorel
- Leon Viorescu
- Bogdan Vlăduță

## Z
- Vladimir Zamfirescu
- Marian Zidaru sculptor și pictor
- Victoria Zidaru sculptor și pictor